# محمد أحمد الجار الله
محمد أحمد الجار الله مواليد 14 اكتوبر 1955 وزير الصحة الكويتي السابق من عام 1999 إلى 2005، حاصل على بكالوريوس طب وجراحة من جامعة القاهرة عام 1978، وأكمل تخصص الجراحة في جامعة أبردين في اسكتلندا عام 1984 - 1986 وحصل على درجة الزمالة من كلية الجراحين الملكية البريطانية.

## السيرة الذاتية
- حصل على درجة الطب عام 1978 من جامعة القاهرة.[2]
- تخصص في الجراحة من جامعة ابردين في اسكتلندا عام 1984 - 1986.
- حصل على درجة الزمالة من كلية الجراحين الملكية البريطانية.
- تدرج من طبيب حديث التخرج إلى اخصائي ثم استشاري أول ثم رئيسًا لقسم الجراحة.
- استحدث وطور طرق خاصة به في مختلف عمليات السمنة والمناظير عرضت في عدة مؤتمرات عالمية في الخليج والشرق الأوسط.
- عين رئيس وحدة الجراحة والطوارئ في مستشفى القوات المسلحة عام 1989 .
- كما أدار مستشفى الصباح ومنطقة الصباح الصحية إبان الغزو العراقي.
- تولى إدارة مركز السرطان في الكويت ورئاسة قسم جراحة الأورام عام 1991
- عين رئيس هيئة الخدمات الطبية بوزارة الدفاع الكويتية.
- رئيس قسم الجراحة في مستشفى القوات المسلحة عام 1995.
- تولى وزارة الصحة بدولة الكويت من عام 1999 إلى 2005.

## مساهماته وابحاثه وحضوره
كانت له مساهمات عديدة تزيد على الاثنى عشر مشروعًا بحثيًا في جراحة السرطان معظمها حول الغدة الدرقية والثدي، ونشر أكثر من عشرين بحثًا في المجلات الطبية البحثية، كماأشرف على تنظيم وتنفيذ العشرات من المؤتمرات والورش الطبية والتدريبية للجراحين والأطباء والتمريض، كما لعب د.الجارلله دورًا محوريًا في رسم سياسات تقديم الرعاية الصحية إبان فترة وزارته ، حيث أرسى دعائم إستراتيجية صحية واضحة المعالم تمحورت عن برامج عدة برزت على أرض الواقع كالبرنامج الوطني لتأهيل وتجديد المستشفيات والمراكز الصحية، كم نفذالتوسع في إنشاء المرافق الصحية ووضع حجر الأساس لما يزيد عن ستين مشروع بين مستشفى ومركز، واستنهض همم المتبرعين حيث تخطت الأربعين مشروع خيري في فترة قياسية، ثم الاهتمام بالجانب البشري والتنموي حيث برنامج التعليم الطبي المستمر ومشاركة أكثر من خمسة آلاف طبيب فيه وزيادة البعثات والبرامج التخصصية من ستة تخصصات عام 1999 إلى ثمانية عشر تخصصًا عام 2005، وعني بالارتقاء بالأداء الطبي والمهني من خلال نشر أنظمة الكمبيوتر في المراكز الصحية والمستشفيات والدفع ببرنامج الاعتراف الدولي والمحلي بالمستشفيات، إضافة إلى تحديث أكثر من خمسة آلاف جهاز طبي، وقام باستحداث محور لاقتصاديات الصحة من خلال برنامج إيجاد روافد لميزانية الصحة وإرساء فكرة التأمين الصحي في المجتمع ومستشفيات التأمين، كذلك ترشيد الاستهلاك للخدمة الصحية، وإدارة علاج المواطن بالخارج ، ودعم القطاع الصحي الخاص ليشارك في الخدمة الصحية من خلال تشريعات أدت إلى نمو هائل في هذا القطاع كشريك هام في تقديم الرعاية وتطويرها..
وكان للدكتور الجارلله حضورًا كثيفا في المؤتمرات الدولية ومجلس وزراء الصحة لدول مجلس التعاون الخليجي ومجلس وزراء الصحة العرب – ووزراء صحة إقليم شرق المتوسط بمنظمة الصحة العالمية، (نائب رئيس الجمعية العامة بمنظمة الصحة العالمية في جنيف) عام 2000 – (نائب رئيس وزراء الصحة في دول عدم الانحياز) في جوهانزبرغ 2001.

## النشاط العلمي
- أجري أول عملية جراحة سرطان في مستشفي القوات المسلحة عام 1989.
- أجري أول عملية جراحة مناظير في مستشفي القوات المسلحة 1992.
- إقامة 6 ورش عمل جراحية للمناظير في مستشفي القوات المسلحة.
- رائد عمليات جراحة السمنة في الكويت والخليج العربي.
- أجري العديد من عمليات جراحة السمنة في دول الخليج العربي وجمهورية إيران الإسلامية ومصر وسوريا ولبنان.[5]
- طور طريقة خاصة في إجراء عملية حلقة المعدة قدمها في مؤتمرات الاتحاد الدولي لجراحة السمنة في ايطاليا واسبانيا.
- أقام أول ورشة لجراحة السمنة وحلقة المعدة في الكويت في فبراير 1999 ثم أجراها في معظم مستشفيات الكويت.
- أقام أول ورشة لعملية تخطي المعدة في الكويت 2003.
- طور طريقة خاصة في إجراء عملية الاستئصال الطولي أو التكميم.
- مدرب معتمد لجراحة السمنة من الولايات المتحدة الامريكية عام 2000.
- قدم أكثر من أربعين بحثًا في المجلات العلمية والمؤتمرات حول الجراحة والسرطان والسمنة والمناظير.
- قدم العديد من المحاضرات في المؤتمرات المحلية والدولية حول السمنة والسرطان.

## الدرجات العلمية والزمالات المهنية
- زمالة كلية الجراحين الملكية – بريطانيا.
- زمالة كلية الجراحين الأمريكية.
- عضو شرف لكلية الجراحين الملكية – أدنبرة بريطانيا.
- رئيس تحرير مجلة آسيا وأستراليا لعلوم السرطان.
- زمالة الكلية العالمية للجراحين بشيكاغو.
- عضو جمعية الجراحين الدولية بسويسرا.
- عضو الاتحاد الدولى لجراحة السمنة.
- الاتحاد الدولى لجراحة السمنة –رئيس فرع الكويت.
- عضو الجمعية الأوروبية لجراحة الأورام.
- عضو الهيئة العالمية لجراحة الكبد والبنكرياس والمرارة.
- زميل الجمعية الأضوروبية لأمراض الثدى.
- زميل الجمعية الأمريكية لجراحة المناظير.
- عضو أكاديمية العلوم بنيويورك.
- الرئيس الفخرى لجمعية جراحة المناظير العربية.
- الرئيس السابق (المؤسس) الرابطة الكويتية لعلوم السرطان.
- الرئيس السابق (المؤسس) الرابطة الخليجية للسرطان.
- رئيس الاتحاد العربى لسجلات السرطان.
- نائب الرئيس (السابق) المجلس العربى لمكافحة السرطان بمصر.
- عضو (مؤسس) جمعية البحر المتوسط والشرق الأوسط لجراحى المناظير.